# Шчечинско-Каменска митрополия
Шчечинско-Каменска митрополия (на полски: Metropolia szczecińsko-kamieńska) е една от 14-те църковни провинции на католическата църква в Полша. Създадена е на 25 март 1992 година с булата „Totus Tuus Poloniae Populus“ на папа Йоан-Павел II. Обхваща три епархии. 
Заема площ от 42 208 км2 и има 2 814 506 верни.

## Епархии
В състава на митрополията влизат епархиите с центрове Шчечин, Кошалин и Жельона Гура.
- Шчечинско-Каменска архиепархия – архиепископ митрополит Анджей Дженга
- Кошалинско-Колобжегска епархия – епископ Едвард Дайчак
- Жельоногурско-Гожовска епархия – епископ Тадеуш Литински

## Фотогалерия
- Базилика „Св. ап. Яков“, катедрален храм на Шчечинско-Каменската архиепархия
- „Непорочно зачатие“, катедрален храм на Кошалинско-Колобжегската епархия
- „Успение Богородично“, катедрален храм на Жельоногурско-Гожовската епархия